# Tajemství Ocelového města
Tajemství Ocelového města je český dobrodružný film pro mládež z roku 1978 natočený podle knihy Julese Verna Ocelové město.

## Obsah
Dva bohatí muži si vybudují města. Doktor Sarrasin (Martin Růžek) postavil krásné město Fortuna, kdežto profesor Janus (Josef Vinklář) má své Ocelové město. Jedno město chce žít v míru, druhé město vyrábí obrovskou bombu se záhadnou látkou, která neničí budovy, ale zabíjí lidi. Sarrasinův zeť, inženýr Zodiak (Jaromír Hanzlík), je vyslán v přestrojení do Ocelového města, aby přišel záhadě na kloub a pomohl zachránit Fortunu před zničením. Janus se totiž rozhodl Fortunu zničit obrovským dělem, přespříliš velká nálož však dělo zničí a obsluha děla včetně profesora Januse zahyne.

## Obsazení
| Jaromír Hanzlík  | Ing. Marcel Zodiak / Moltke |
| Martin Růžek     | dr. Sarrasin                |
| Josef Vinklář    | prof. Janus                 |
| Petr Kostka      | Van Hulshov                 |
| Jan Potměšil     | Viktor                      |
| Taťjána Medvecká | Alice                       |
| Josef Somr       | Vent                        |
| Petr Čepek       | Filbank                     |

## Dva scénáře
Ve spisovém archivu Filmového studia Barrandov se dochovala i první, obsáhlejší verze scénáře, více podobná Verneově knižní předloze. Nakonec byla ale redukována z důvodů rozpočtové náročnosti.
V ní má profesor Janus, stejně jako v knize dva typy granátů do dalekonosného děla. První je naplněn zkapalněným kysličníkem uhličitým, druhý obsahuje sto malých zápalných náloží, které se těsně před dopadem na cíl uvolní a způsobí sto požárů současně.
Janus z počátku váhá s použitím mrazivé střely se zkapalněným plynem. Ví se totiž, že je pod stálým tlakem a při výstřelu by mohla prasknout a způsobit katastrofu v místě výstřelu. Pro svůj první útok na Fortunu tedy zvolí zápalnou střelu. Vlivem vzteku z odhaleného špiona nechá zvětšit nálož v dělu. To způsobí, že střela dosáhne první kosmické rychlosti a skončí na oběžné dráze, jako umělá družice Země. Obyvatelé Fortuny, hlavně děti ji považují za "supermoderní silvestrovskou rachejtli", protože právě slaví Silvestra.
Po několika dnech následuje druhý pokus o útok na Fortunu. K ní Janus použije mrazivou střelu. Ta se, dle všech výpočtů, roztrhne v hlavni obřího děla a jeho obsluhu i s profesorem Janusem zahubí a zmrazí.
Příběh končí na terase vily ve Fortuně, kde Marcel se svým synem, kterého ve filmu hraje Tomáš Holý, a s Viktorem, kterého adoptuje, společně pozorují přelety první umělé družice Země...